# 국회의사당 (헝가리)
헝가리 국회의사당(헝가리어: Országház 오르사그하즈[*])은 헝가리의 입법부인 헝가리 국민의회의 의사당 건물이다. 수도 부다페스트의 다뉴브강 동안에 있는 코슈트 러요시 광장에 위치하며 그 아름다움 때문에 부다페스트의 가장 유명한 건물들 중 하나로 손꼽힌다. 건축가 슈타인들 임레가 설계하였고 고딕복고 양식으로 지어졌으며, 1902년에 정식으로 개장하였다. 헝가리 국회의사당은 완공 이래 현재까지 헝가리에서 가장 거대한 건물이기도 하다.

## 역사
부다페스트는 1873년에 부더, 오부더, 페슈트, 이 3개의 도시가 합쳐져 만들어진 도시이다. 행정구역을 통합한 지 약 7년 후, 의회는 국가의 위엄을 드높이기 위하여 새로운 국회의사당 건물을 짓기로 결의하였고, 다뉴브강을 바라보는 모습으로 국회의사당을 짓기로 합의하였다. 새 국회의사당을 짓기 위한 국제 공모전이 열렸고, 이 공모전에서 슈타인들 임레의 안이 뽑혔다. 이 공모전에서 최종 검토 단계까지 갔던 나머지 2개의 설계안들도 헝가리 농업부와 민족학 박물관의 설계안으로 그대로 사용되었다고 한다. 1885년에 슈타인들 임레의 건축도에 기반하여 공사가 시작되었고, 1896년에 건국 1,000년을 기념하여 완공되어 개방될 예정이었으나 1904년에 이르러서야 공사가 끝났다. 한편 슈타인들 임레는 국회의사당이 완공되기 전에 눈이 멀었고, 결국은 공사의 끝을 보지 못하고 세상을 떠났다고 전해진다.
대략 10만 명의 인부가 국회의사당 건설에 동원되었고, 4천만개의 벽돌, 50만 개의 보석들, 40킬로그램의 순금이 이 국회의사당을 짓는 데에 들어갔다. 다만 2차 세계대전 이후 헝가리는 단원제를 채택하고 있기 때문에, 현재는 이 거대한 건물에서 오직 상대적으로 일부 공간만을 실질적인 용도로 사용하고 있다. 헝가리 인민공화국 시대에는 돔 맨 위에 붉은 별이 꽃혀 있었으나, 1990년대에 공산 정권들이 연달아 무너진 이후에는 이도 철거되었다. 1989년 10월 23일에는 쉬뢰시 마차시 대통령이 이 국회의사당에서 러요시 광장에 있는 국민들을 바라보며 헝가리 공화국의 수립을 선포하기도 했다.

## 건축
헝가리 국회의사당 건물은 대칭성과 거대한 돔을 특징으로 하는 고딕 복고양식으로 지어졌다. 돔은 네오르네상스 양식으로 지어졌다. 국회의사당은 내부도 거의 완벽한 대칭으로 지어져있는데, 한때 양원제를 채택했던 헝가리의 정치 역사 탓에 양 편에 거대한 의사당이 2개가 지어져 있고, 현재는 단원제를 채택하고 있기에 이 의사당들 중 오직 1개만을 지금 사용하고 있다. 길이는 약 268m, 너비는 약 123m이다. 또한 10개의 정원, 13개의 승객용 엘리베이터, 27개의 문, 29개의 대계단과 200여개가 넘는 사무실들을 포함한 691개의 방이 있다. 국회의사당의 높이는 약 96m로, 성 이슈트반 대성당과 함께 부다페스트 시내 전체에서 가장 높은 건물들 중 하나로 꼽힌다. '96'이라는 숫자는 헝가리 건국 1,000주년인 1896년을 상징한다고 알려져 있다.
국회의사당은 주 파사드는 다뉴브강을 곧바로 접하고 있으나, 정식 입구는 동쪽에 있는 광장 쪽으로 나있다. 또한 국회의사당의 벽에는 242개의 조각품들이 전시되어 있는데, 특히 파사드에는 헝가리의 역사적인 지배자들과 트란실바니아의 지도자, 그리고 영웅들의 모습들이 그려져 있다. 또한 창문에는 왕들과 공작들의 문장들이 묘사되어 있으며, 동쪽 계단은 2마리의 사자상이 지키고 있다. 관광객들이 국회의사당에 입장하면 거대한 주계단을 올라 천장에 그려져있는 프레스코화를 볼 수 있으며, 벽감에 장식되어 있는 슈타인들 임레의 흉상도 볼 수 있다. 이 곳에 있는 다른 흉상들에는 9세기 마자르족의 수장이었던 아르파드, 헝가리 초대 국왕인 이슈트반 1세, 헝가리의 명장 후녀디 야노시 등이 있다.
국회의사당에서 가장 인기많은 장소는 거대한 홀들이 둘러싸고 있으며 16각형 모양으로 지어진 중앙 홀이다. 이 홀 주변에 하원 의사당과 상원 의사당이 따로 있는데, 앞서 말했듯이 헝가리는 현재 단원제를 채택하고 있기에 회의는 하원 의사당에서만 연다. 상원 의사당은 회의실이나 행사용으로만 사용한다. 헝가리의 국장에도 나와 있는 헝가리의 공식 왕관인 성 이슈트반 왕관은 2000년부터 중앙 홀에 전시되어 있다. 국회의사당은 워낙 규모도 크고 장식들도 엄청나게 화려한 탓에 거의 언제나 어딘가는 개보수 공사를 하고 있다.

## 갤러리

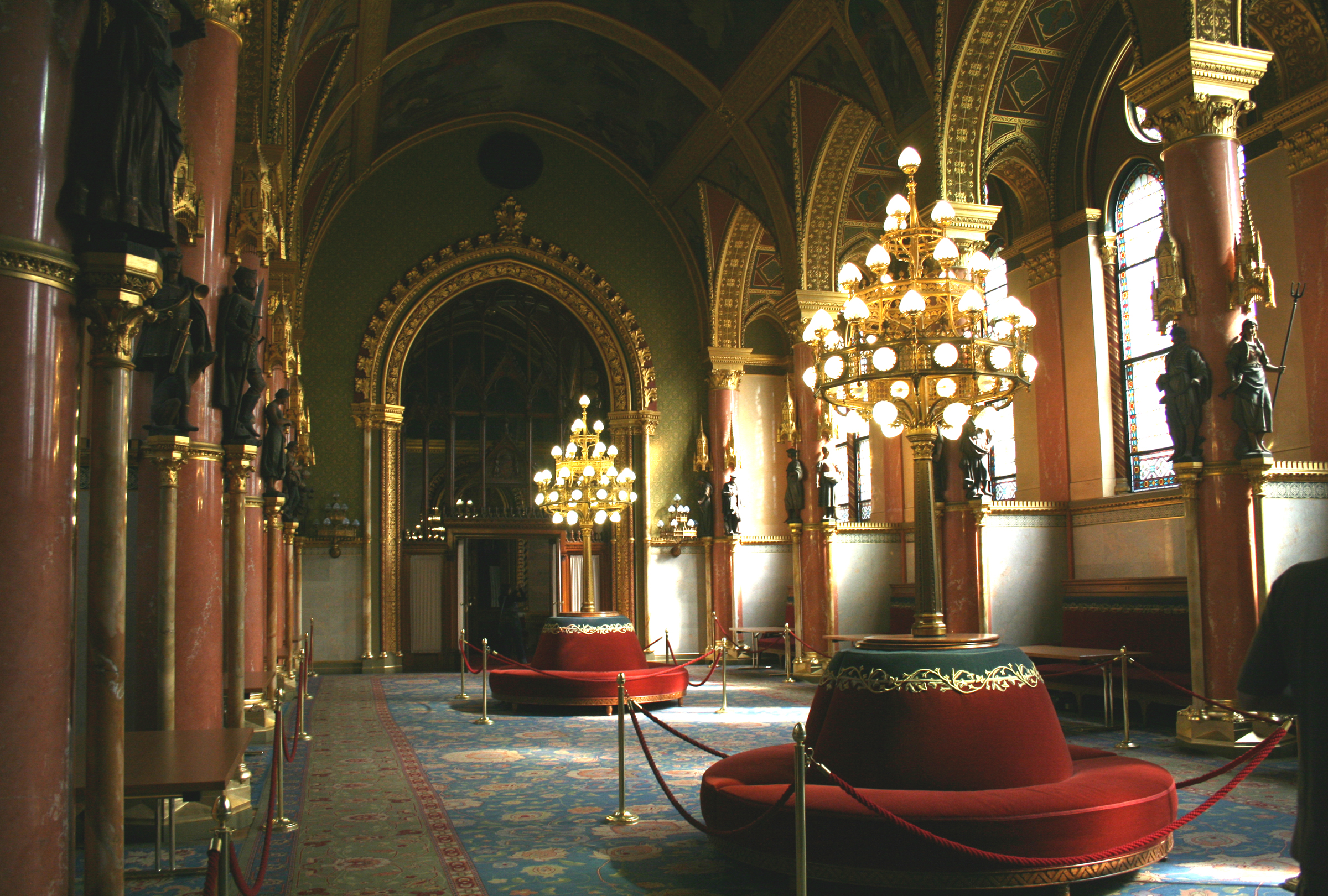
국회의사당 내부
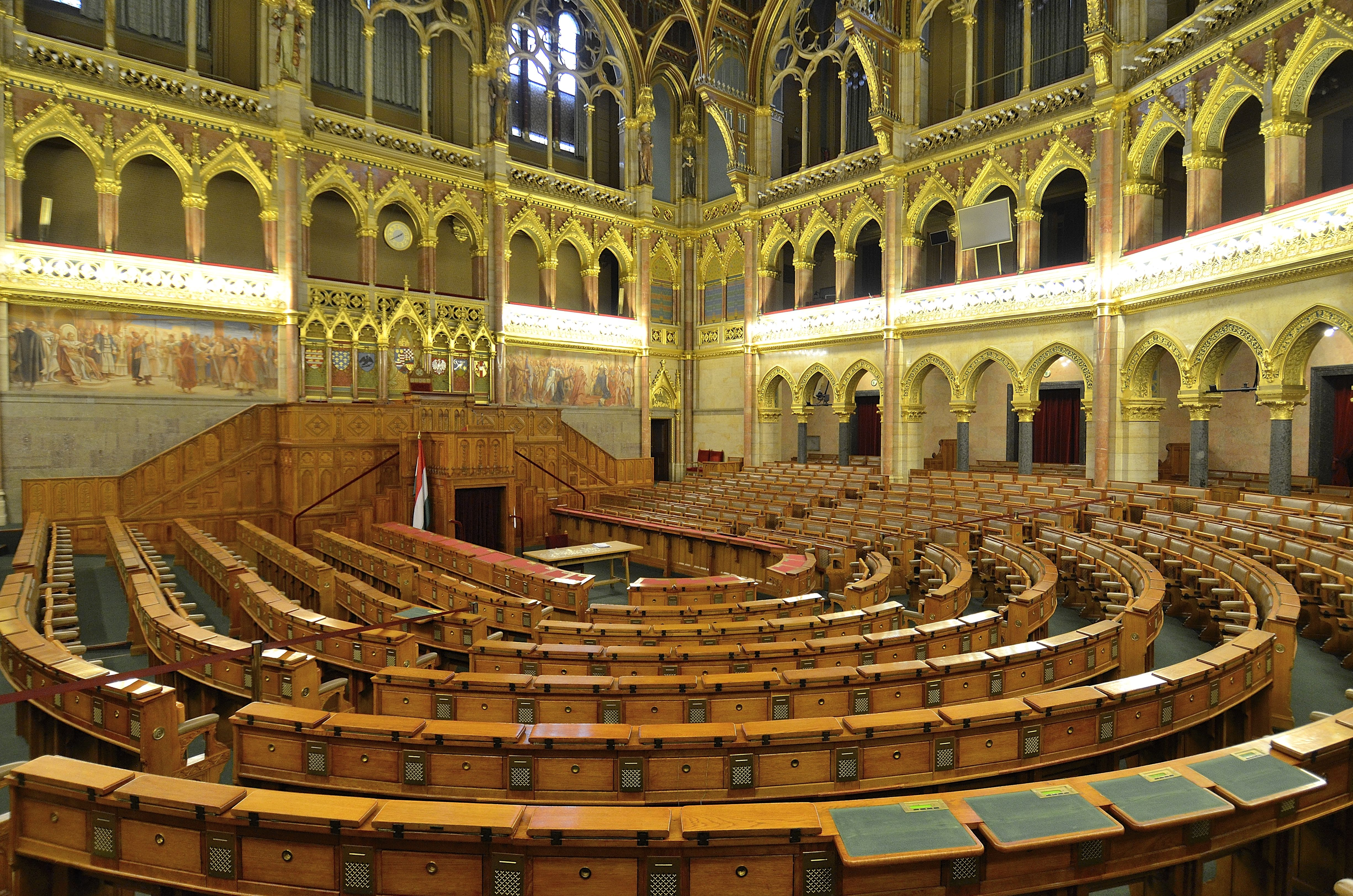
상원 의사당
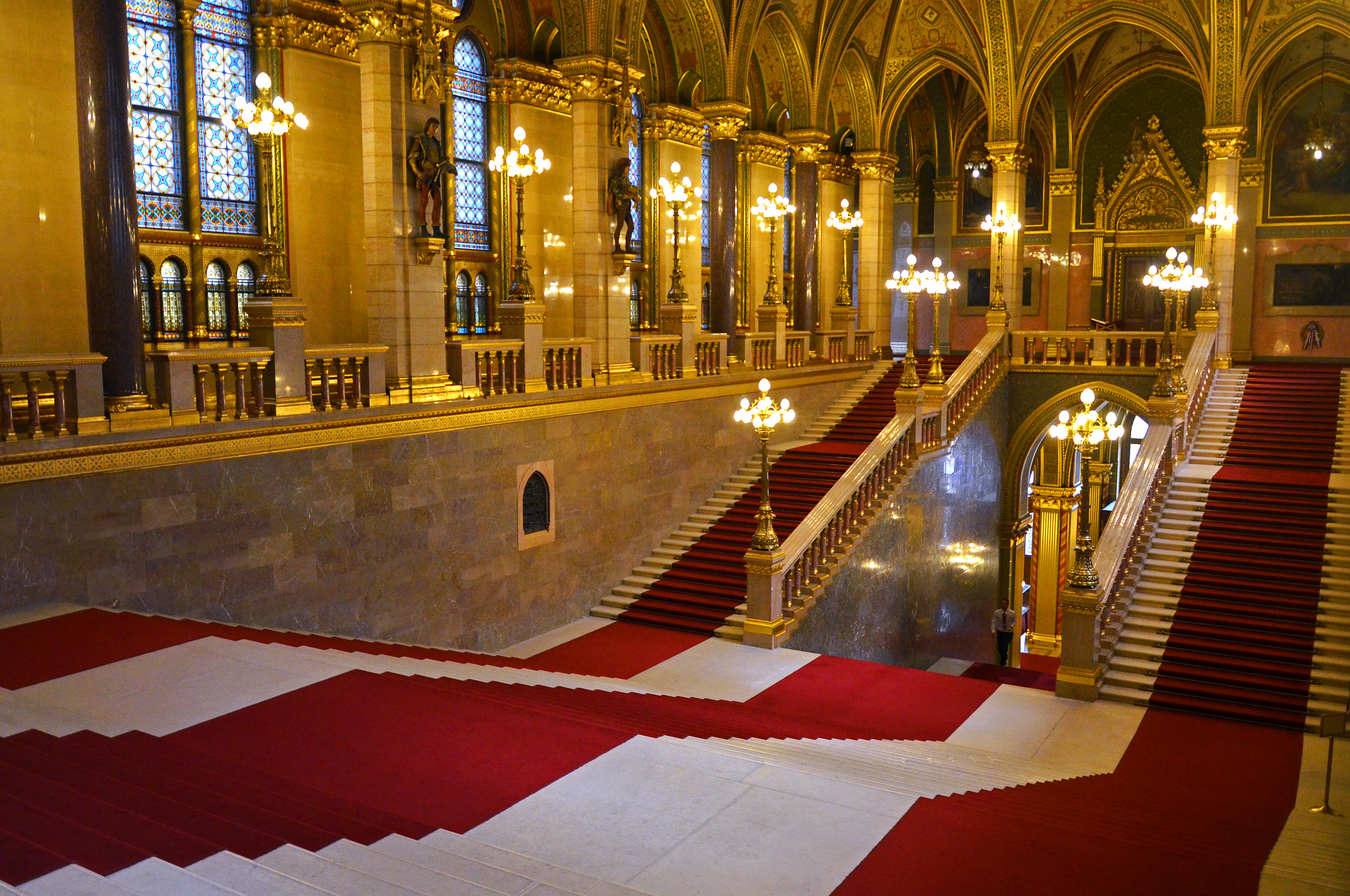
주 계단
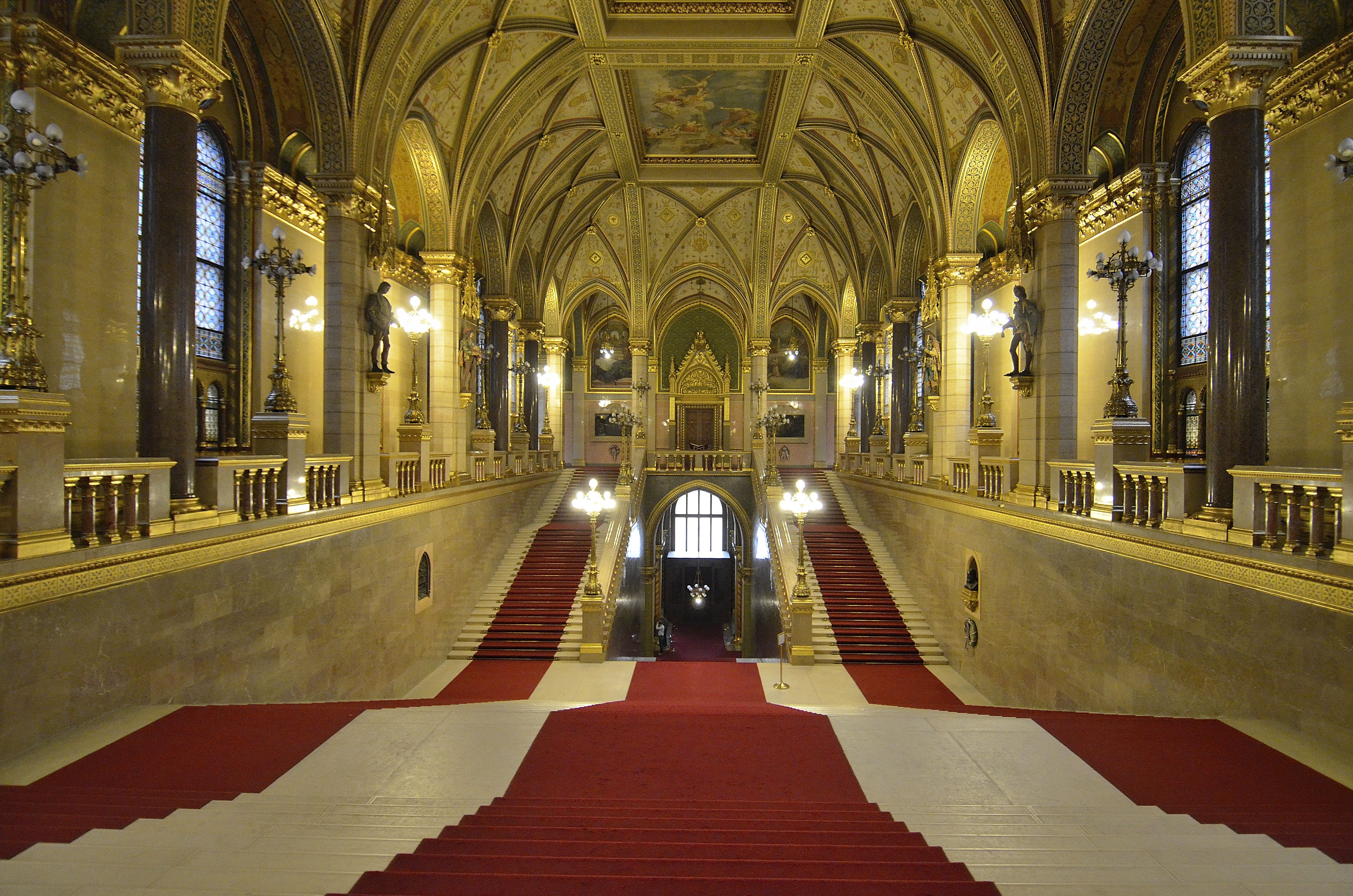
주 계단
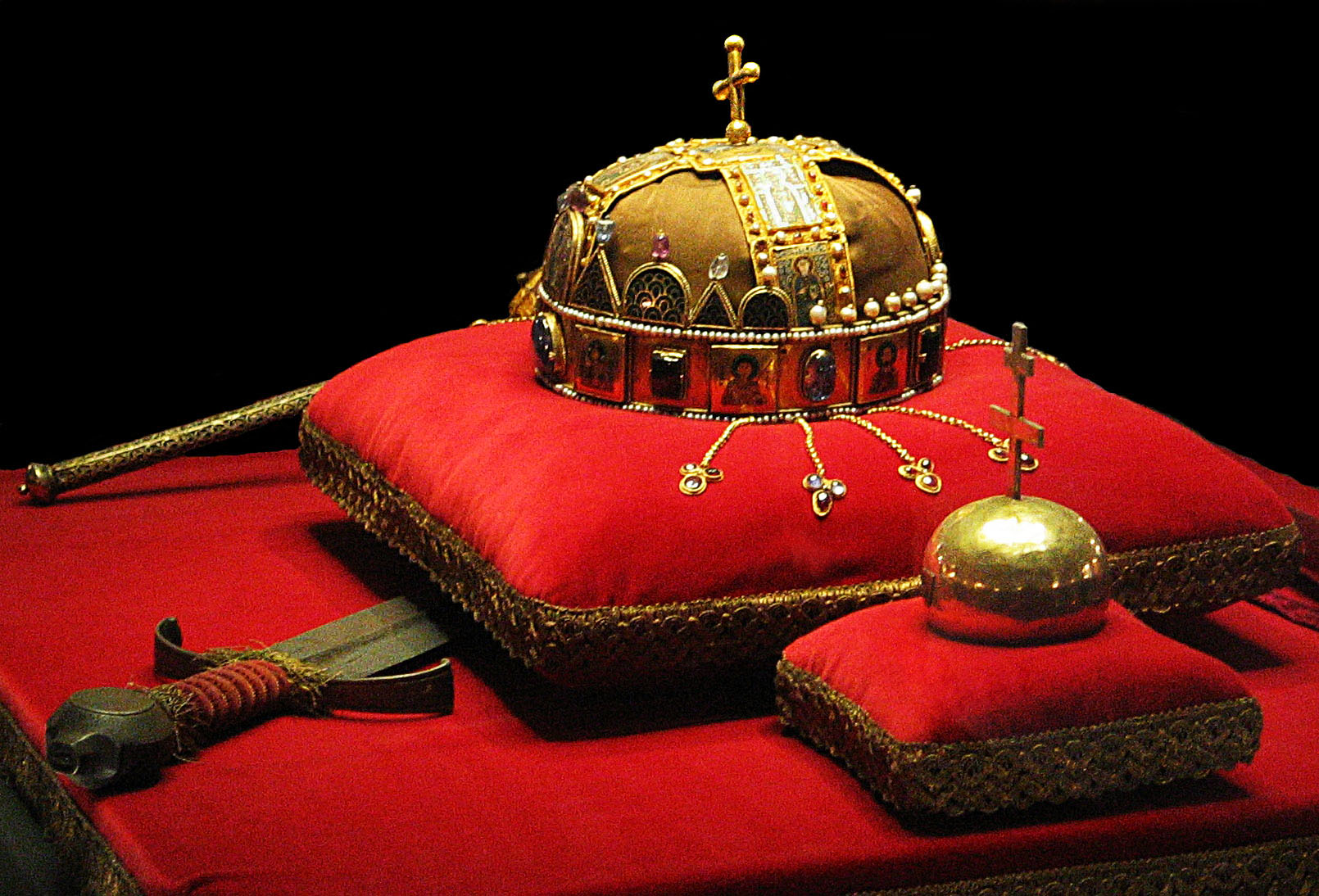
성 이슈트반 왕관
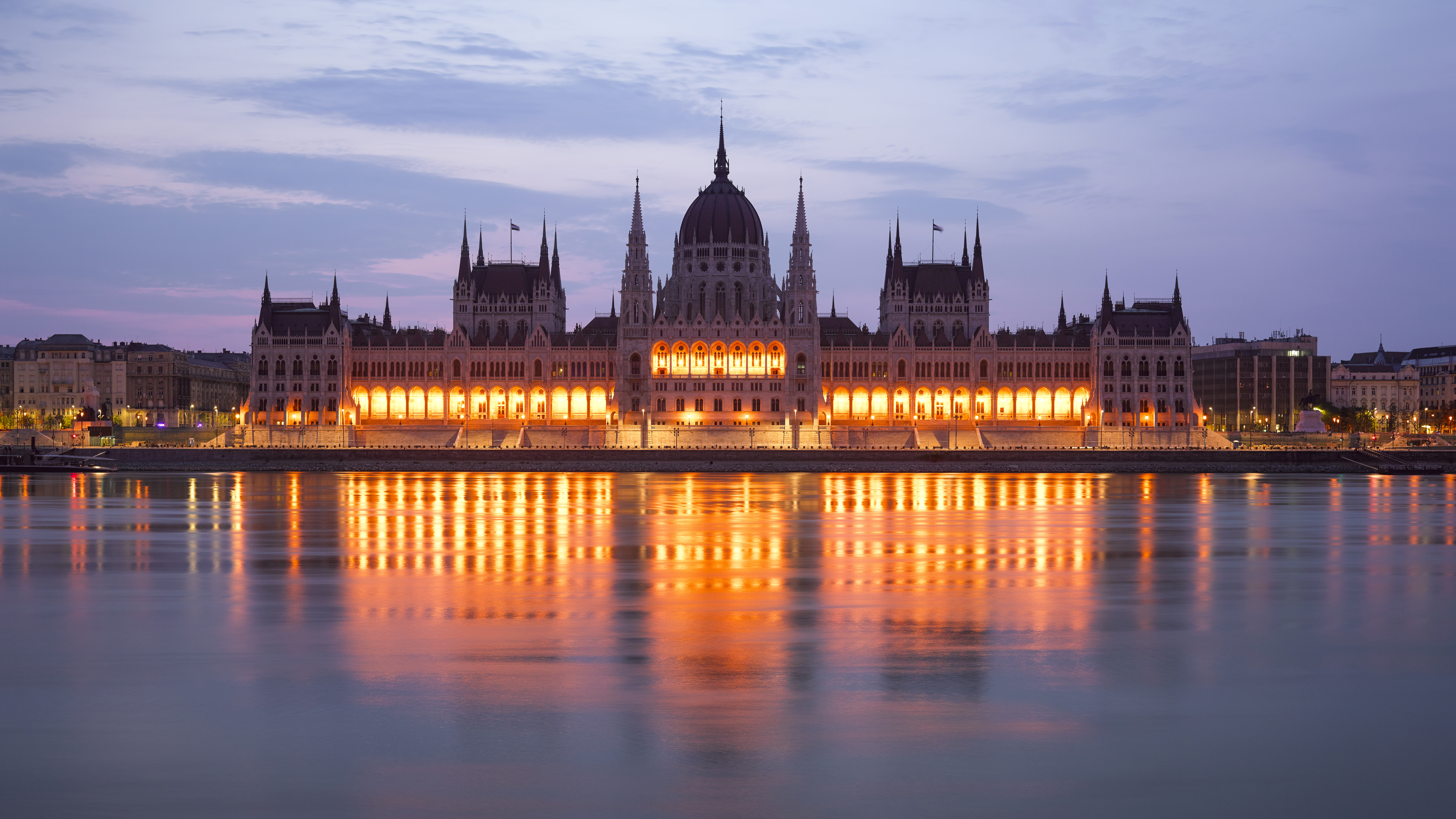
주 파사드
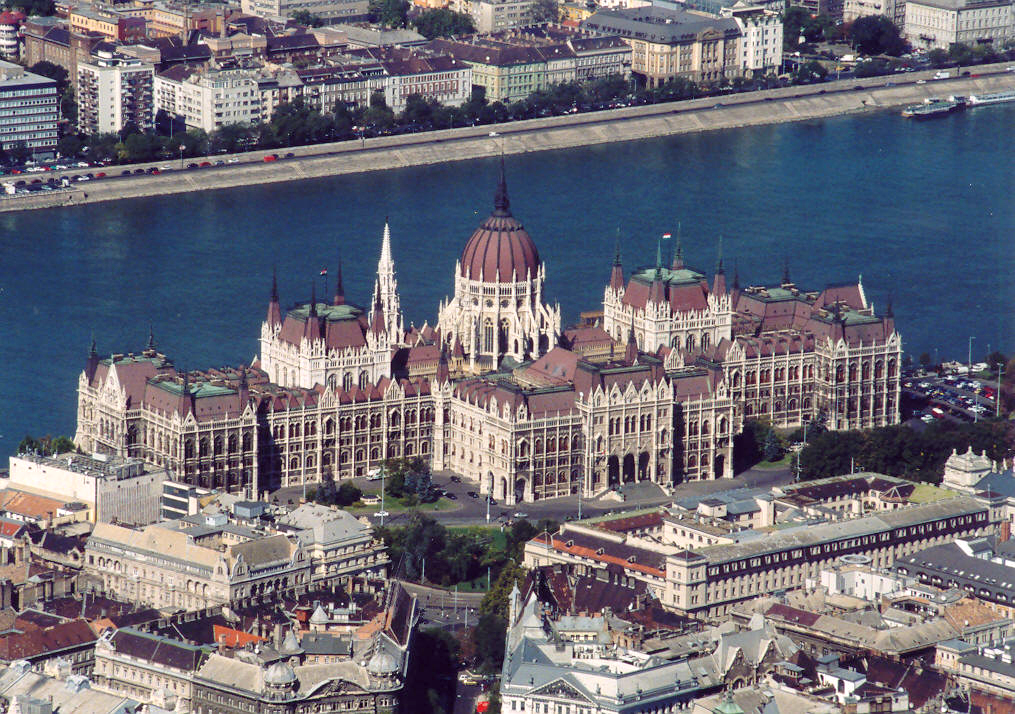
의사당 뒷면
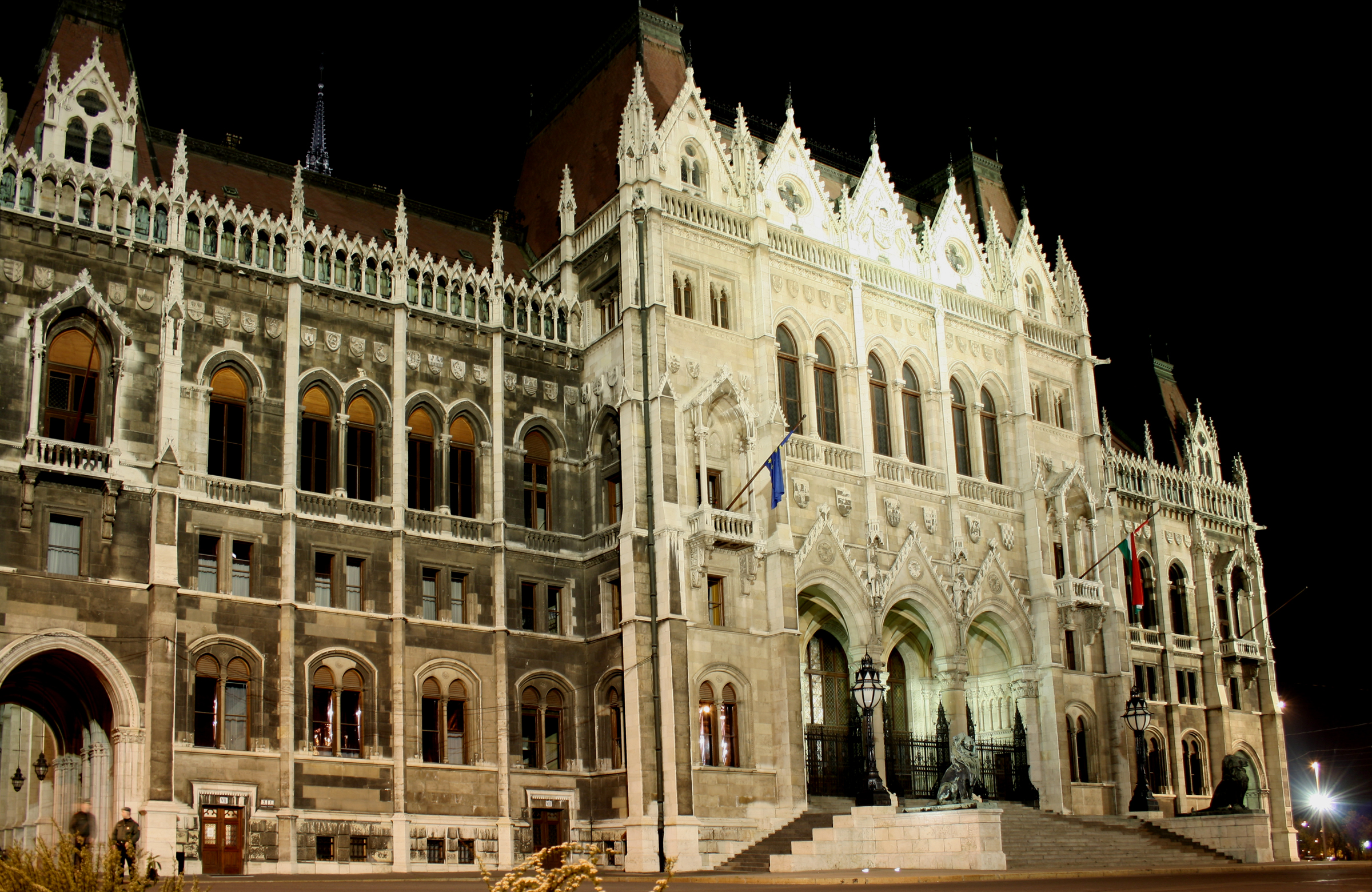
야경
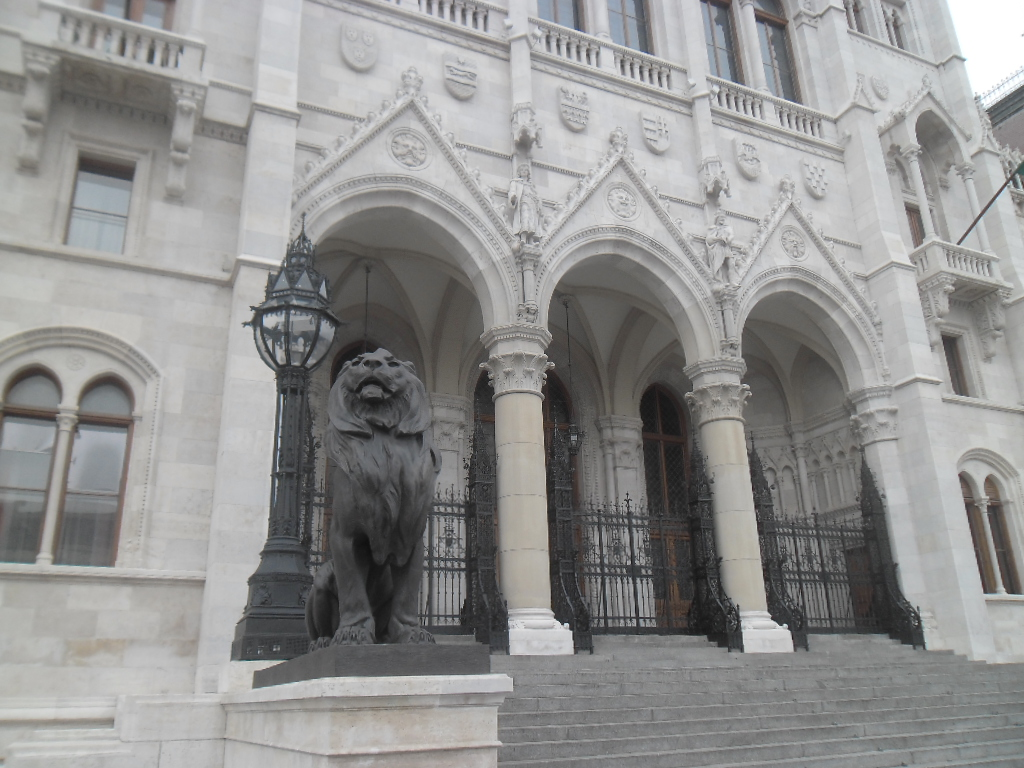
동쪽 현관
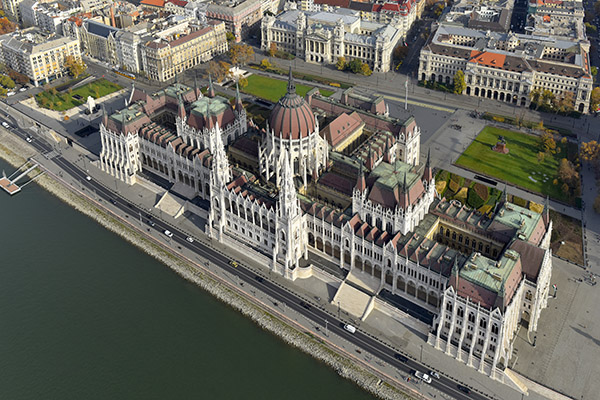
항공사진